# Meiothecium fabronia
Meiothecium fabronia là một loài Rêu trong họ Sematophyllaceae. Loài này được Besch. mô tả khoa học đầu tiên năm 1891.